# Cloud Creek (Oklahoma)
Cloud Creek es un lugar designado por el censo ubicado en el condado de Delaware  en el estado estadounidense de Oklahoma. En el año 2010 tenía una población de 121 habitantes y una densidad poblacional de 6,47 personas por km².

## Geografía
Cloud Creek se encuentra ubicado en las coordenadas 36°15′54.13″N 94°46′0.1″O / 36.2650361, -94.766694 (36.265037° -94.766693°). Según la Oficina del Censo de los Estados Unidos, Cloud Creek tiene una superficie total de 7,211 mi² (18,7 km²), de la cual 7,211 mi² (18,7 km²) corresponden a tierra firme y 0 mi² (0 km²) es agua.

## Demografía
Según la Oficina del Censo en 2000 los ingresos medios por hogar en la localidad eran de $23,333 y los ingresos medios por familia eran $18,125. Los hombres tenían unos ingresos medios de $100,000 frente a los $0 para las mujeres. La renta per cápita para la localidad era de $20,127. Alrededor del 70.5% de la población estaban por debajo del umbral de pobreza.